# Бистрица (Пиринска)
Пиринска Бистрица пренасочва насам.  За водноелектрическата каскада вижте Каскада „Пиринска Бистрица“.
Вижте пояснителната страница за други значения на Бистрица.
Бистрица (известна като Пиринска Бистрица, на гръцки: Μπίστριτσας, Бистрицас) е река в Югозападна България, област Благоевград, общини Сандански и Петрич и Гърция, Област Централна Македония, ном Сяр, ляв приток на река Струма. Дължината ѝ е 53 km, която ѝ отрежда 80-о място сред реките на България. Отводнява югозападните части на Пирин и северните склонове на планината Славянка.
Река Пиринска Бистрица изтича от южния ъгъл на Аргировото езеро (на 2365 m н.в.), разположено заедно с Митровото езеро (на 2291 m н.в.) в Демиркапийския циркус в Северен Пирин. Под името Третата (Демиркапийска) река тече на юг в дълбока коритовидна долина. При хижа „Пирин“ завива на югоизток и вече под името Пиринска Бистрица навлиза в силно залесен район, като постепенно променя посоката си в южна. При село Пирин реката прави голям завой на югозапад и навлиза в слабо залесена, с ерозирани склонове долина. При село Катунци Пиринска Бистрица излиза от планината и навлиза в югоизточната част на Петричко-Санданската котловина, като долината ѝ се разширява и изплитнява. На 500 m южно от село Ново Ходжово отляво в нея се влива вторият ѝ по големина приток Петровска река и оттук до устието си на протежение от 7 km по течението на реката преминава участък от българо-гръцката граница. Влива се отляво в река Струма, на 69 m н.в., на 1,4 km западно от гръцкото село Драготин (Промахон).
Площта на водосборния басейн на реката е 507 km2, което представлява 2,93% от водосборния басейн на река Струма. Границите на водосборния басейн на реката са следните:
- на запад – с водосборния басейн на Мелнишка река, ляв приток на Струма;
- на юг – с водосборните басейни на малки леви притоци на Струма;
- на изток – с водосборния басейн на река Места;

Основни притоци: → ляв приток, ← десен приток
- ← Крайната река (Кельова река)
- ← Средната река (Башмандренска река)
- → Сипливица (Саплийца)
- → Асаничка река (Калугеровска река)
- → Бялата река
- → Черна река
- ← Кози дол
- ← Бръщелница
- ← Черешница
- → Калиманска река (най-голям приток)
- ← Златолистки поток
- → Петровска река
- → Баслица (в Гърция)

Пиринска Бистрица е с преобладаващо снежно-дъждовно подхранване с късно пролетно пълноводие – май и лятно маловодие – септември. Среден годишен отток при село Пирин – 3,3 m3/s. Среден наклон на течението – 43‰.
По течението на реката в Община Сандански са разположени 4 населени места: Пирин, Горно Спанчево, Катунци и Ново Ходжово.
Река Пиринска Бистрица се използва за напояване и производство на електроенергия в съставената от две електроцентрали Каскада „Пиринска Бистрица“. Зарибена е с пъстърва и мряна.
По десния бряг на реката, на протежение от 9,3 км между селата Горно Спанчево и Катунци преминава участък от Републикански път III-198 от Държавната пътна мрежа Гоце Делчев – Петрич – ГКПП „Златарево“.

## Топографска карта
- Лист от карта K-34-84. Мащаб: 1 : 100 000.
- Лист от карта K-34-95. Мащаб: 1 : 100 000.
- Лист от карта K-34-96. Мащаб: 1 : 100 000.